# 金井大樹
金井 大樹（かねい だいき、1987年12月8日 - ）は、福岡県出身の元プロサッカー選手・サッカー指導者。現役時代のポジションはゴールキーパー。

## 略歴
福岡経済大学卒業後の2010年、新潟にあるJAPANサッカーカレッジに入団。同年3月、黒河貴矢・高木貴弘が相次いで負傷し、GKが不足していたJ1・アルビレックス新潟にアマチュア登録という形で移籍した。その後はJSCに復帰したが、2011年3月に鶴田達也の長期負傷欠場の穴を埋める形でカターレ富山に入団することとなった。
2013年シーズン終了後、契約満了により退団、ロアッソ熊本に移籍した。2014年シーズンでは、第7節に前日の練習で負傷した畑実に替わって、Jリーグ初出場を果たしている。シーズン終盤にはレギュラーの座に定着した。
2015年シーズンは原裕太郎やシュミット・ダニエルらの加入によりレギュラーの座を失い、同年8月に大分トリニータへ期限付き移籍。大分では移籍元である熊本戦で1試合ベンチ入りしたのみで、公式戦出場機会は無くシーズンを終えた。
2016年シーズンは移籍期間満了により熊本に復帰。天皇杯2試合にて先発したがリーグ戦では出番はなかった。同年限りで契約満了により熊本を退団した。
前年を以て現役を引退し、2017年より新潟医療福祉大学のゴールキーパーコーチに就任。

## 所属クラブ
ユース経歴
- サザンFC
- 福岡市立箱崎清松中学校
- 福岡第一高校
- 福岡経済大学（現日本経済大学）

アマチュア経歴
- 2010年 - 2011年3月 JAPANサッカーカレッジ
  - 2010年3月 - 同年6月 アルビレックス新潟 (アマチュア契約)

プロ経歴
- 2011年3月 - 2013年  カターレ富山
- 2014年 - 2016年  ロアッソ熊本
  - 2015年8月 - 同年12月  大分トリニータ (期限付き移籍)

引退後経歴
- 2017年 - 新潟医療福祉大学 ゴールキーパーコーチ

## 個人成績
| 国内大会個人成績 | 国内大会個人成績 | 国内大会個人成績 | 国内大会個人成績 | 国内大会個人成績 | 国内大会個人成績 | 国内大会個人成績 | 国内大会個人成績 | 国内大会個人成績 | 国内大会個人成績 | 国内大会個人成績 | 国内大会個人成績 |
| 年度             | クラブ           | 背番号           | リーグ           | リーグ戦         | リーグ戦         | リーグ杯         | リーグ杯         | オープン杯       | オープン杯       | 期間通算         | 期間通算         |
| 年度             | クラブ           | 背番号           | リーグ           | 出場             | 得点             | 出場             | 得点             | 出場             | 得点             | 出場             | 得点             |
| 日本             | 日本             | 日本             | 日本             | リーグ戦         | リーグ戦         | リーグ杯         | リーグ杯         | 天皇杯           | 天皇杯           | 期間通算         | 期間通算         |
| ---------------- | ---------------- | ---------------- | ---------------- | ---------------- | ---------------- | ---------------- | ---------------- | ---------------- | ---------------- | ---------------- | ---------------- |
| 2010             | 新潟             | 33               | J1               | 0                | 0                | 0                | 0                | -                | -                | 0                | 0                |
| 2010             | JSC              | 31               | 北信越1部        | 4                | 0                | -                | -                | 1                | 0                | 5                | 0                |
| 2011             | 富山             | 41               | J2               | 0                | 0                | -                | -                | 0                | 0                | 0                | 0                |
| 2012             | 富山             | 21               | J2               | 0                | 0                | -                | -                | 0                | 0                | 0                | 0                |
| 2013             | 富山             | 21               | J2               | 0                | 0                | -                | -                | 0                | 0                | 0                | 0                |
| 2014             | 熊本             | 21               | J2               | 6                | 0                | -                | -                | 1                | 0                | 7                | 0                |
| 2015             | 熊本             | 21               | J2               | 2                | 0                | -                | -                | -                | -                | 2                | 0                |
| 2015             | 大分             | 46               | J2               | 0                | 0                | -                | -                | 0                | 0                | 0                | 0                |
| 2016             | 熊本             | 21               | J2               | 0                | 0                | -                | -                | 2                | 0                | 2                | 0                |
| 通算             | 日本             | 日本             | J1               | 0                | 0                | 0                | 0                | -                | -                | 0                | 0                |
| 通算             | 日本             | 日本             | J2               | 8                | 0                | -                | -                | 3                | 0                | 9                | 0                |
| 通算             | 日本             | 日本             | 北信越1部        | \|4              | 0                | -                | -                | 1                | 0                | 5                | 0                |
| 総通算           | 総通算           | 総通算           | 総通算           | 12               | 0                | 0                | 0                | 4                | 0                | 16               | 0                |

- Jリーグ初出場 - 2014年4月13日 J2 第7節 カマタマーレ讃岐戦 (熊本県民総合運動公園陸上競技場)